# 法俄同盟

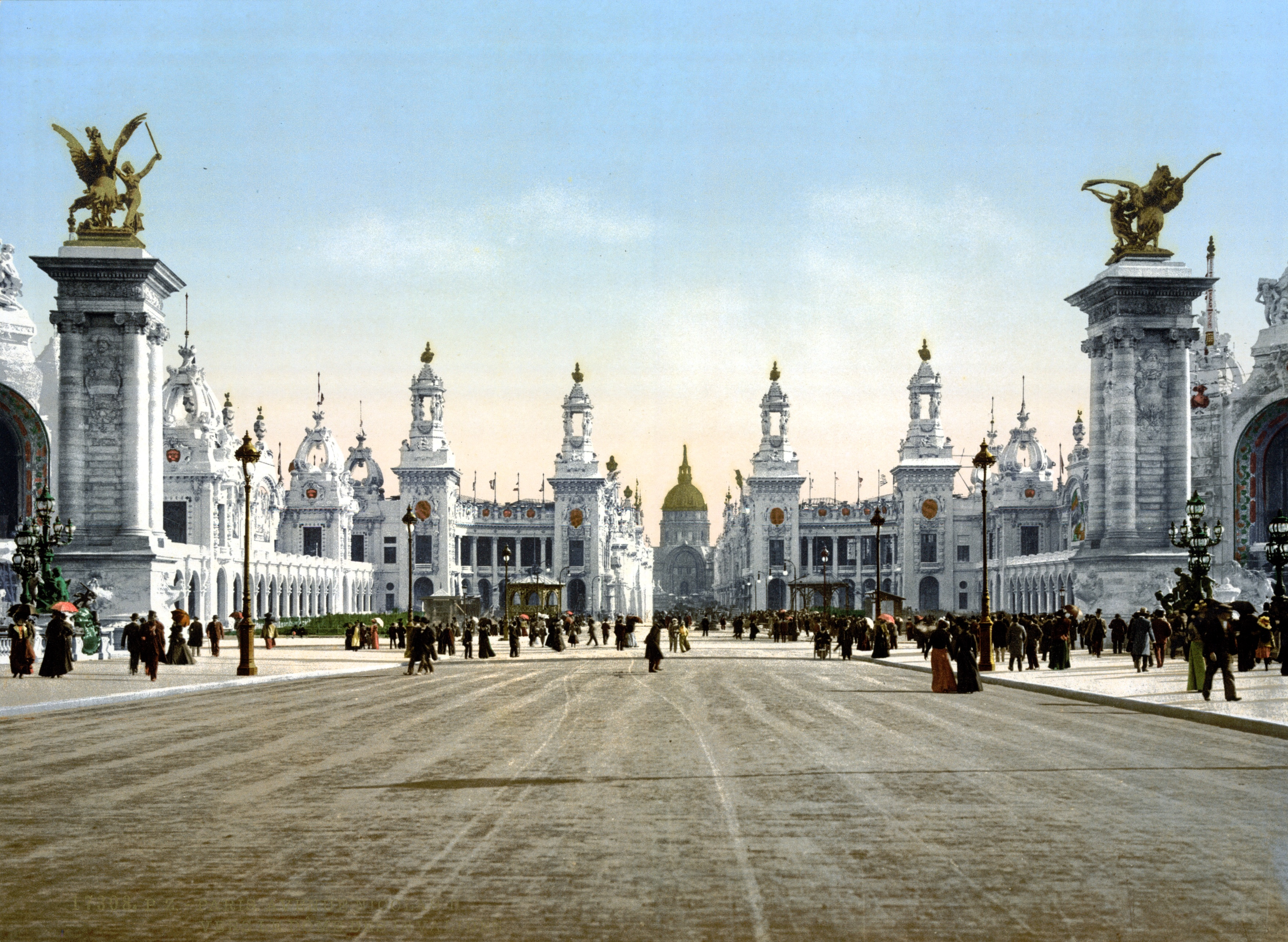
巴黎的亞歷山大三世橋和聖彼得堡的聖三一橋至今仍是法俄同盟的象徵。

法俄同盟是1891年至1894年間法兰西第三共和国與俄罗斯帝国針對德奧意三國同盟所正式締結的防衛性同盟，為後來之三國協約前身。主要內容為：
1. 若德國/意大利進攻法國，俄羅斯會出兵協助。
2. 若德國/奧匈帝國進攻俄羅斯，法國會出兵協助。
3. 若三國同盟全體出兵進攻任何一方，須共同作戰。

## 背景
1871年，法國在普法戰爭中慘敗，而普魯士打敗法國後統一德國。德國為防止法國報復，拉攏其他歐洲國家孤立法國。時任德國首相俾斯麥於1873年撮合俄羅斯沙皇亞歷山大二世，德國皇帝威廉一世及奧匈帝國皇帝法蘭西斯·約瑟夫簽署以孤立法國為目標的三皇同盟。
但在1878年柏林會議中，德國迫俄羅斯修約。縱使有三皇同盟，但自柏林會議後，擴大了奧俄在巴爾幹半島上的衝突，特別以奧匈帝國在柏林會議中獲得波黑兩地與俄罗斯積怨更深，在德意志帝国無法再維持兩國之間的友誼時,德國宰相俾斯麥有鑑於奧匈帝國在歐洲形象比俄國良好，加上兩國亦有日耳曼民族血統，最終於1879年德國與奧匈帝國結德奧同盟，並於1882年拉攏了意大利王國進入同盟形成了德奧意三國同盟。但俾斯麥不想只此影響德國與俄羅斯的友好關係而令法國有機可乘，於1887年與俄羅斯簽訂的再保險條約，以穩固德俄關係。
在德皇威廉二世於1888年繼位後，與俾斯麥外交政策的意見相左。俾斯麥於1890年退休後，威廉二世接掌外交事務，他深信德俄兩國的皇室姻親必令俄羅斯義無反顧地順從德國，這使德國更漠視俄羅斯，故在1890年拒絕對續簽再保險條約並加強和奧匈帝國及意大利王國的同盟。
這時俄羅斯正積極發展工業，急需外資，德國拒貸而法國則批出貸款，使俄羅斯有意轉投法國。雖然沙皇亞歷山大三世討厭共和主義（即以共和國為政體），但為了面對德國，也為雙方結盟奠下基礎。